# Âme damnée (Le Bernin)
Âme damnée (italien : Anima dannata) est un buste  en marbre de l'artiste italien Gian Lorenzo Bernini. Selon Rudolf Wittkower, la sculpture se trouve au Palazzo di Spagna à Rome. C'est peut-être ce qui est aujourd'hui appelé le Palazzo Monaldeschi. Cette œuvre est pendante de l'Âme sauvée.
Il existe une copie en bronze, exécutée par Massimiliano Soldani-Benzi entre 1705 et 1707, conservée dans la Collection Liechtenstein. 
Des études récentes ont posé la question de savoir si le sujet représenté n'était pas tant la personnification chrétienne de la douleur mais plutôt une représentation d'un satyre.